# III. Marineflakbrigade
De III. Marineflakbrigade was een Duitse militaire eenheid in de Tweede Wereldoorlog. De eenheid werd op 1 mei 1942 opgericht uit onderdelen van het 24. Marineflakregiment. Tijdens haar gehele bestaan was het gestationeerd in Brest, waar het voornamelijk belast werd met de bescherming van de haven tegen luchtaanvallen. In september 1944 werd de eenheid opgeheven. 
Op 7 augustus 1944 pleegde de eenheid een oorlogsmisdaad, door in het Franse dorp Gouesnou 42 mensen te vermoorden.
De III. Marineflakbrigade onderdeel van het Seekommandant Bretagne, dat weer onder de Marinebefehlshaber Westfrankreich viel.

## Commandanten
- Kapitän zur See Eugen Richter (april 1943 - september 1944)

## Samenstelling
- Marineflakabteilung 803 (mot.)
- Marineflakabteilung 804 (mot.)
- Marineflakabteilung 805 (mot.)
- Marineflakabteilung 811
- Marineflakabteilung 231
- 3. Marinenebelabteilung
- 4. Marinenebelabteilung